# East Drayton
East Drayton est un village anglais situé dans le Nottinghamshire. En 2001, sa population était de 212 habitants.

## Source de la traduction
- (en) Cet article est partiellement ou en totalité issu de l’article de Wikipédia en anglais intitulé « East Drayton » (voir la liste des auteurs).